# Kościół św. Jerzego w Jarocinie
Kościół świętego Jerzego – rzymskokatolicki kościół filialny należący do parafii św. Marcina w Jarocinie (dekanat Jarocin diecezji kaliskiej).
Jest to świątynia wzniesiona w latach 1847-1848 jako kościół protestancki. W 1894 roku budowla została przebudowana w stylu neogotyckim. Po zakończeniu II wojny światowej świątynię przejął kościół rzymskokatolicki.
Budowla jest jednonawowa i posiada wieżę z ażurowym zwieńczeniem ostrosłupowym. Świątynia nie jest otynkowana, wybudowano ją w tzw. stylu okrągłego łuku.
W latach 2002–2003 został wykonany remont budowli, natomiast w oknie wieży został umieszczony witraż z patronem świątyni.